# Лютенськобудищанська сільська рада
Лютенськобудищанська сільська рада — колишній орган місцевого самоврядування у Зінківському районі Полтавської області з центром у селі Лютенські Будища.

## Населені пункти
Сільраді були підпорядковані населені пункти:
- c. Лютенські Будища
- с. Довжок